# Батраев, Рафик Рахманович
Ра́фик Рахма́нович Батраев (18 марта 1945) — советский футболист, защитник. Мастер спорта СССР (1965).

## Карьера

### Клубная
Рафик — воспитанник бакинской детско-юношеской спортивной школы «Нефтчи». Профессиональную карьеру игрока начал в 1962 году в местной команде высшей лиги «Нефтяник». До второй половины 1966 года Батраев попеременно пробовал свои силы в бакинских «Нефтянике» и «Динамо».
Во второй половине сезона 1966 года пополнил ряды кировабадского «Динамо» вместе с которым в 1967 году добился права выступать в высшей лиге советского футбола. Всего в составе кировобадцев Рафик провёл 98 встреч (32 в высшей лиге), забив один мяч.
Перед началом сезона 1969 года вернулся в родной «Нефтчи». Но закрепиться в составе команды не смог и, проведя за бакинцев всего пять встреч, во второй половине сезона стал игроком клуба первой союзной лиги «Полад» из Сумгаита. Но и там Рафик не имел игровой практики и, проведя всего один матч, покинул команду.
Перед началом сезона 1970 года Батраев пополнил ряды нальчикского «Автомобилиста». Вместе с командой он стал чемпионом РСФСР 1970 года и добился права выступать в первой лиге. За пять с половиной лет он сыграл за команду более 180 матчей. Завершил карьеру игрока в 1975 году.

### Тренерская
Работает тренером в подмосковной детско-юношеской спортивной школы «Старый городок».

## Достижения
- Победитель первенства первой лиги СССР (выход в высшую лигу): 1967.
- Чемпион РСФСР: 1970.

## Статистика выступлений
| Команда            | Сезон            | Чемпионат        | Чемпионат | Чемпионат | Кубок | Кубок | Прочее | Прочее | Итого | Итого |
| Команда            | Сезон            | Уров.            | Игры      | Голы      | Игры  | Голы  | Игры   | Голы   | Игры  | Голы  |
| ------------------ | ---------------- | ---------------- | --------- | --------- | ----- | ----- | ------ | ------ | ----- | ----- |
| Динамо (Кировабад) | 1966             | II               | 28        | 0         | 0     | 0     | 0      | 0      | 28    | 0     |
| Динамо (Кировабад) | 1967             | II               | 38        | 1         | 0     | 0     | 0      | 0      | 38    | 1     |
| Динамо (Кировабад) | 1968             | I                | 32        | 0         | 0     | 0     | 0      | 0      | 32    | 0     |
| Динамо (Кировабад) | Итого            | Итого            | 98        | 1         | 0     | 0     | 0      | 0      | 98    | 1     |
| Нефтчи (Баку)      | 1969             | I                | 5         | 0         | 0     | 0     | 0      | 0      | 5     | 0     |
| Полад (Сумгаит)    | 1969             | II               | 1         | 0         | 0     | 0     | 0      | 0      | 1     | 0     |
| Спартак (Нальчик)  | 1970             | III              | 34        | 0         | 2     | 0     | 2      | 0      | 38    | 0     |
| Спартак (Нальчик)  | 1971             | III              | 25*       | 0         | 0     | 0     | 2*     | 0      | 27*   | 0     |
| Спартак (Нальчик)  | 1972             | II               | 38        | 0         | 4     | 0     | 0      | 0      | 42    | 0     |
| Спартак (Нальчик)  | 1973             | II               | 37        | 0         | 2     | 0     | 0      | 0      | 39    | 0     |
| Спартак (Нальчик)  | 1974             | II               | 31        | 0         | 1     | 0     | 0      | 0      | 32    | 0     |
| Спартак (Нальчик)  | 1975             | II               | 10        | 0         | 0     | 0     | 0      | 0      | 0     | 0     |
| Спартак (Нальчик)  | Итого            | Итого            | 175*      | 0         | 9     | 0     | 4*     | 0      | 188*  | 0     |
| Всего за карьеру   | Всего за карьеру | Всего за карьеру | 279*      | 1         | 9     | 0     | 4*     | 0      | 292*  | 1     |

Примечание: знаком * отмечены ячейки, данные в которых, возможно, неполные из-за отсутствия протоколов второго круга первенства 1971 года, а также протоколов турнира за право выхода в первую лигу 1971 года.
Источники:
- Статистика выступлений взята из книги: Морозов И. А. История Кабардино-Балкарского футбола. Часть 2 (1959—1991). — Астрахань, 2006. — 278 с.